# شيخ كلخوران (كلخوران)
شیخ کلخوران (بالفارسية: شیخ کلخوران) هي منطقة سكنية تقع في إيران في قسم کلخوران الريفي. يقدر عدد سكانها بـ 3,069 نسمة .